# Aporum rhodostele
Aporum rhodostele é uma espécie de orquídea epífita de hábito pendente e flores pequenas, que habita a Tailândia e oeste da Malásia.